# Ячмінь мишачий
Ячмінь мишачий (Hordeum murinum L.) – вид рослин родини тонконогові (Poaceae).

## Опис
Трав'яниста рослина з порожнистим стовбуром. Стебла (8)15–30(70) см, прямовисні або висхідні, голі. Листові пластини 26 × 1,5 см. Цвіте з лютого по травень. Плоди зернівки їстівні, але дуже малі, звідси і назва рослини — ячмінь для мишей.

## Поширення
Північна Африка: Алжир; [пн.] Єгипет [пн.]; Лівія [пн.]; Марокко; Туніс. Азія: Саудівська Аравія; [пн.] Афганістан; Кіпр; Єгипет — Синай; Іран; Ірак; Ізраїль; Йорданія; Ліван; Сирія; Туреччина; Казахстан [пд.сх.]; Таджикистан; Туркменістан; Узбекистан; Індія [пн.зх.]; Пакистан. Кавказ: Вірменія; Азербайджан; Грузія; Росія — Передкавказзя, Дагестан, Астрахань, Калмикія, Волгоград. Європа: Ірландія; Швеція [пд.]; Велика Британія [пд.]; Австрія; Бельгія; Чехія; Німеччина; Угорщина; Нідерланди; Польща; Словаччина; Швейцарія; Молдова. Україна; Албанія; Боснія і Герцеговина; Болгарія; Хорватія; Греція [вкл. Крит]; Італія [вкл. Сардинія, Сицилія]; Румунія; Сербія; Словенія; Франція [вкл. Корсика]; Португалія [вкл. Азорські острови, Мадейра]; Іспанія [вкл. Балеарські острови, Канарські острови]. Натуралізований в деяких інших країнах. 
Росте у посушливих районах і узбіччях доріг, канавах, і особливо поблизу населених пунктів, вздовж стін і будинків.
В Україні вид зростає на відкритих сухих степових схилах та вологих місцях, на пісках та бур'янах — майже по всій території, але частіше у південних степових районах та гірському Криму.

## Практичне використання
У Польщі насіння дикого ячменю збирають на корм худобі й птиці, а за неврожайних часів з нього готують крупу, одержують борошно для випікання хлібу.

## Галерея

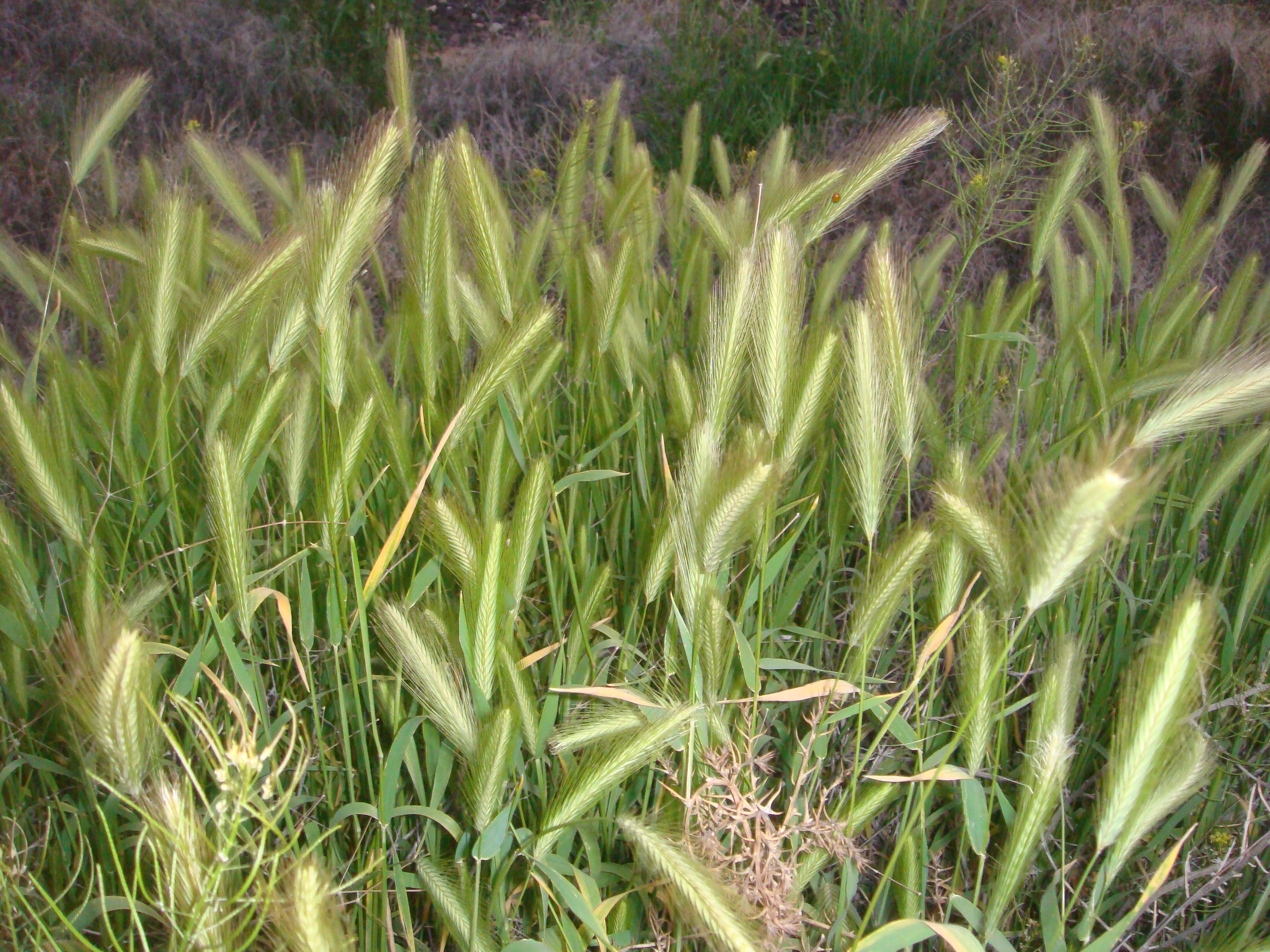
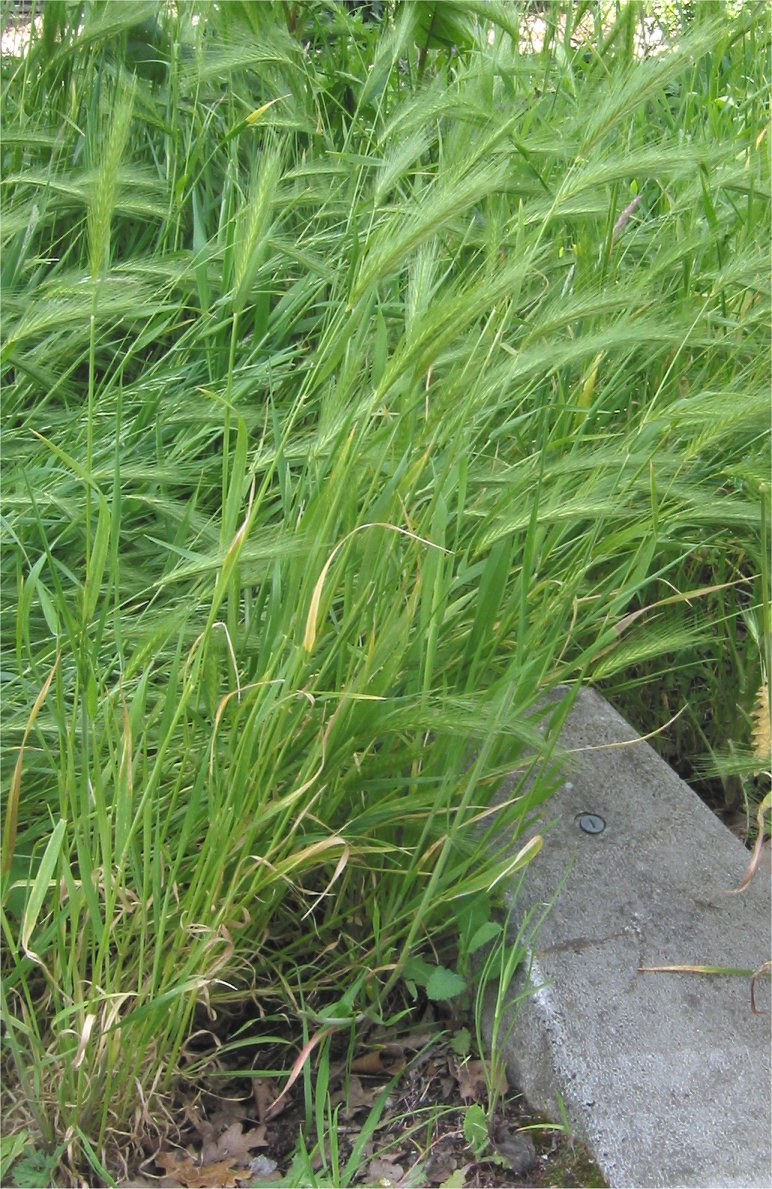
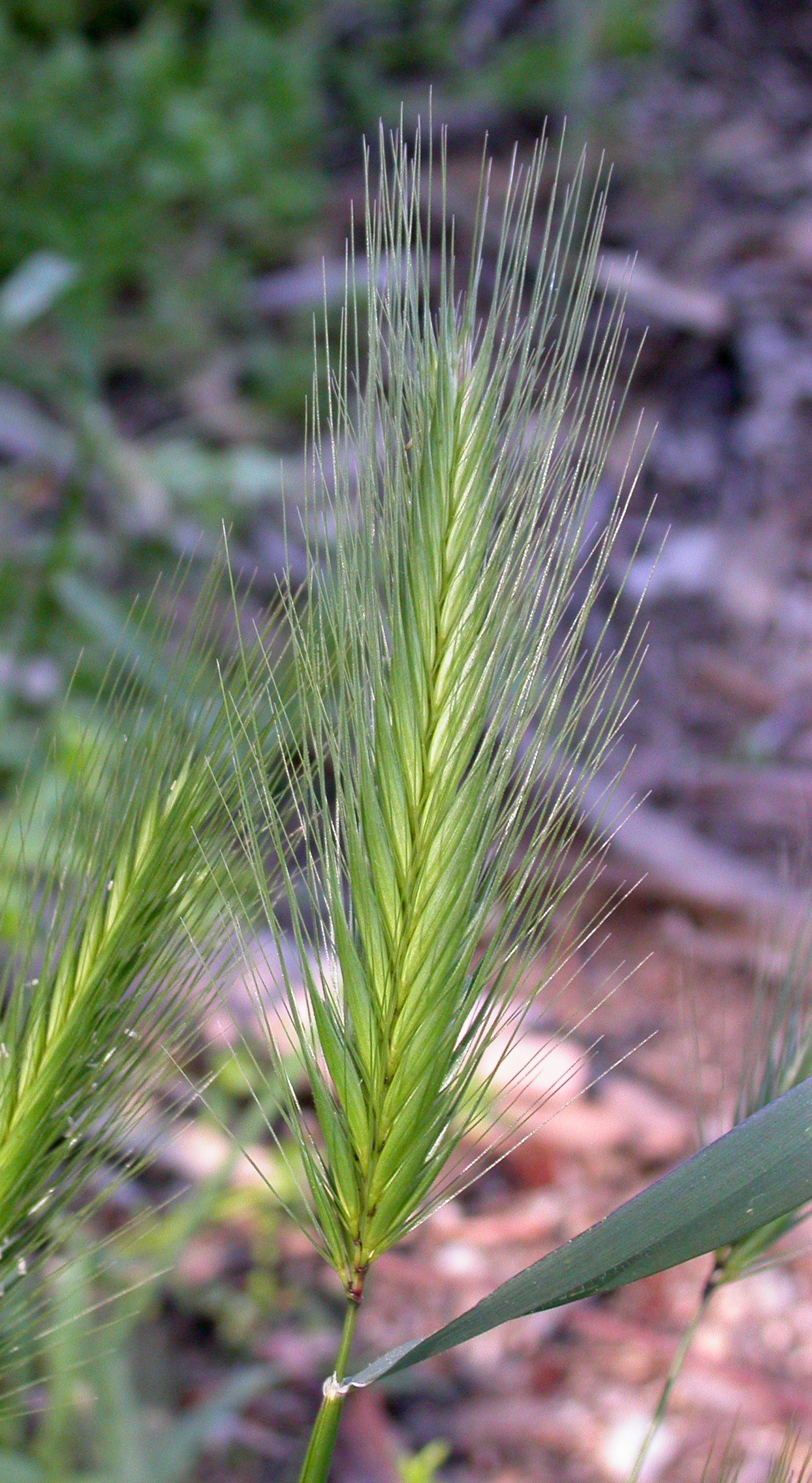
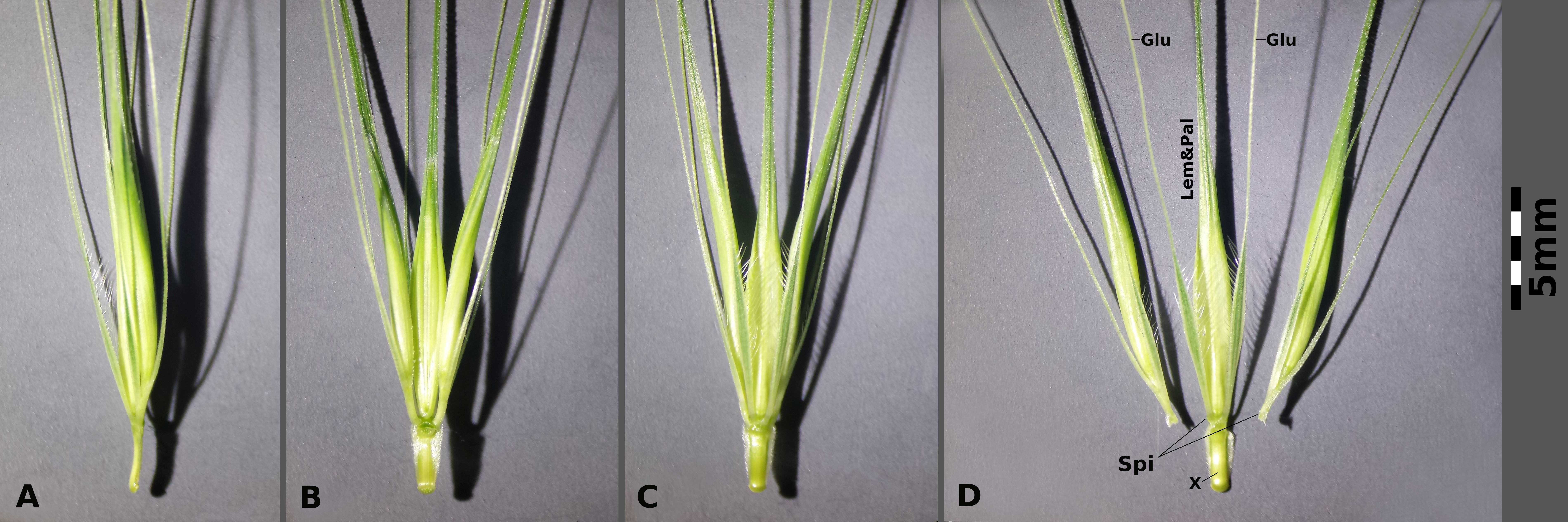